# NGC 370
NGC 370 (другое обозначение — NGC 372) — тройная звезда в созвездии Рыбы.
Генрих Луи д'Аррест каталогизировал его 7 октября 1861 года, полагая, что это объект типа туманности; его наблюдение было обозначено как NGC 370 в «Новом общем каталоге». Объект также был независимо обнаружен Джоном Дрейером 12 декабря 1876 года и позже внесен в каталог как NGC 372. Однако положение, данное д'Аррестом, неточно (то есть в нем нет ничего похожего на туманный объект, хотя тройная звезда находится в его окрестностях), поэтому идентификация NGC 370 является неопределенной и иногда считается несуществующей. Возможно, д'Аррест имел в виду только две западные звезды из трех. В свою очередь, положение, данное Дрейером для NGC 372, указывает именно на эту тройную звезду.
Этот объект занесён в новый общий каталог несколько раз, с обозначениями NGC 370, NGC 372.
Этот объект входит в число перечисленных в оригинальной редакции «Нового общего каталога».